# Dugovrata Madona
Bogorodica s Djetetom i anđelima ili Dugovrata Madona (talijanski: La Madonna dal Collo Lungo) je Parmigianinova slika iz 1535. godine koja predstavlja prikazivanje prostora i ne-klasične proporcije ljudskog tijela koje su bile osobite za Manirizam. 

## Povijest
Parmigianino (talijanski: "Mali iz Parme") je bio nadimak slikara Francesca Mazzole koji je slikao u Parmi, Bologni i Rimu. Njegova karijera je bila ispunjena brojnim sukobima i sudskim sporovima koji su uvelike utjecali na njegovu osobnost sklonu konfrontacijama. Bio je opsjednut alkemijom i naposljetku je potpuno napustio slikarstvo kako bi se posvetio samo ovoj pseudo znanošću. Njegova neobična priroda je vidljiva iz njegovih iluzionističkih slika ispunjenih lascivnim erotizmom u duhu manirističkog ukusa. Prilikom njegove prerane smrti (umro je u 37 godini), Giorgio Vasari ga je opisao kao nemirnog … melankoličnog ekscentrika koji je na vlastiti zahtjev sahranjen nag s čempresovim križem koji je stajao uspravno na njegovim grudima – vjerojatno zbog njegove psihičke identifikacije s Kristom. 
Sliku Dugovrata Madona, Parmagianino je naslikao netom nakon dolaska natrag u Parmu, nakon nekoliko godina provedenih u Rimu. Danas se nalazi u muzeju Uffizi u Firenci.

## Odlike
Parmagianino je u Rimu bio zapanjen ritmičkom uglađenošću Rafaelovih slika, no odlučio je promijeniti njegove figure na nov način. Likovi u prednjem planu slike imaju izrazito neproporcionalno tijelo s kratkim gornjim dijelom tijela i izrazito dugim donjim dijelom. Bogorodica također ima jako dugi vrat i blago nagnutu glavu koja nastavlja vijugavu liniju torza i nogu, te čini klasični izduženi maniristički lik nazvan "figura serpentinata". Ove figure izduženih bjelokosnih udova koji se kreću bez napora utjelovljuju ideal ljepote koji je daleko od prirodnog i sličniji bizantskim figurama. Njena haljina je ovdje, za razliku od prijašnjih prikaza gdje je uvijek bila plava i crvena, metalik zelena. 
Poza mladog Krista je također odjek klasične poze iz Michelangelove Piete.
Starac koji drži svitak u pozadini vjerojatno predstavlja starozavjetnog proroka. Njegov smještaj između Bogorodice i nedovršenih antičkih stupova (vjerojatno alegorija na Kristovu muku, točnije na njegovo bičevanje) je logična vizualna veza između antike i kršćanskog doba. No njegove proporcije su također maniristička nelogičnost. Parmagianino kao da nas želi spriječiti u težnji da promatramo ovu sliku na renesansni način shvaćanja prostora.
Dugovrata Madona je vizija onozemaljske savršenosti čija je hladna elegancija hipnotizirajuća.

## Poveznice
- Manirizam
- Autoportret u konveksnom ogledalu

## Vanjske poveznice
- Dugovrata Madona na Web Gallery of Art
- Bogorodica s djetetom (usporedbe slika)